# Embros Thermae

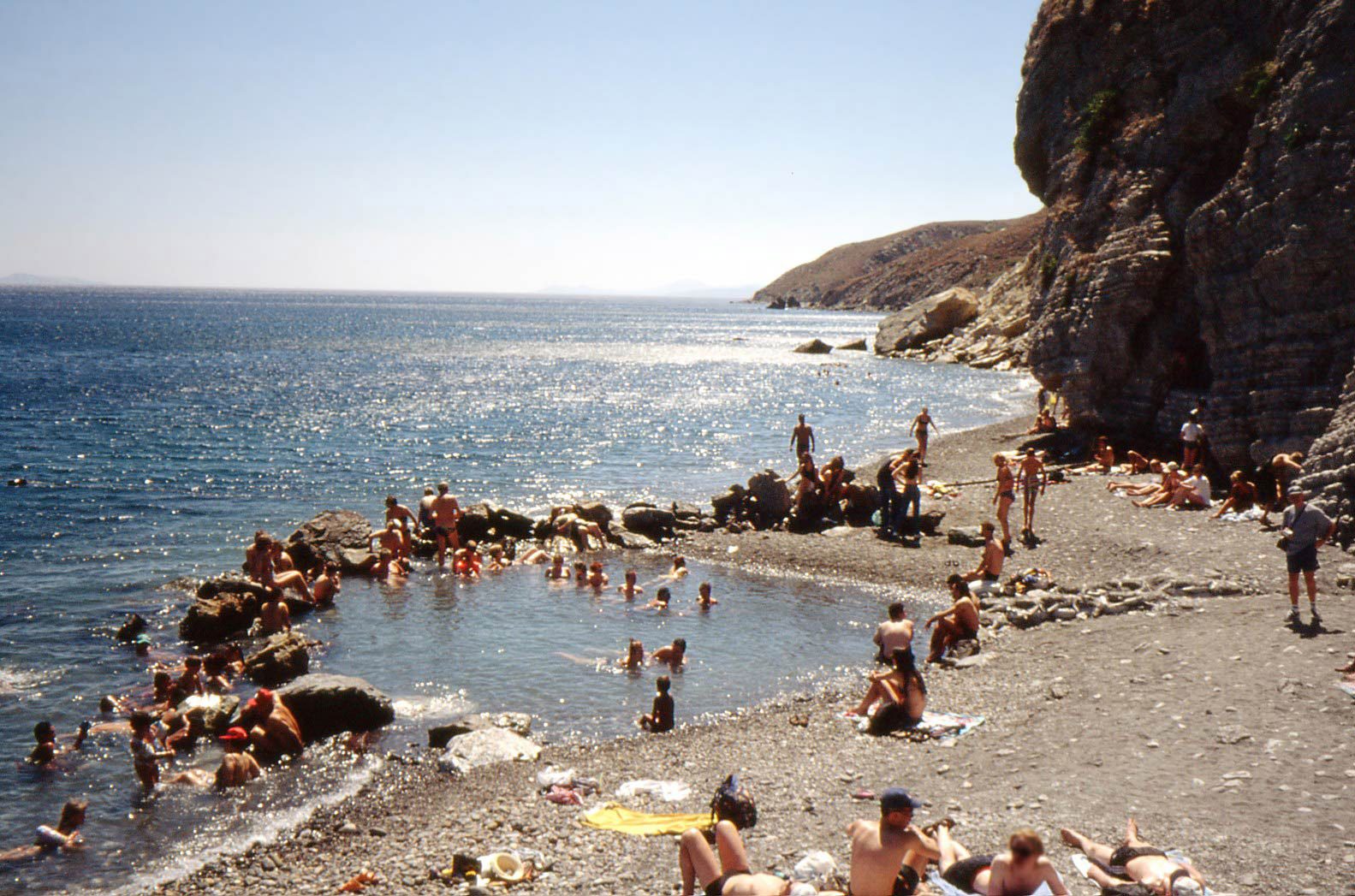
Embros Thermae

De Embros Thermae (Grieks: Εμπρός Θέρμες) is een warmwaterbron op het Griekse eiland Kos. De bron is gelegen aan de zuidoostkust van het eiland, circa 13 kilometer van de stad Kos vandaan, aan het einde van de kustweg. Op enkele meters van de kust vandaan ontspringt het bronwater, met een temperatuur tussen de 40 en 50 graden, uit de bodem en gaat via een kunstmatige watergoot naar een aangelegd opvangbassin, dat in verbinding staat met de Egeïsche Zee. Rondom het bassin is een kiezelstrand. Doordat het water opgewarmd wordt door vulkanische warmte, geeft het een zwavelachtige geur af.

## Galerij

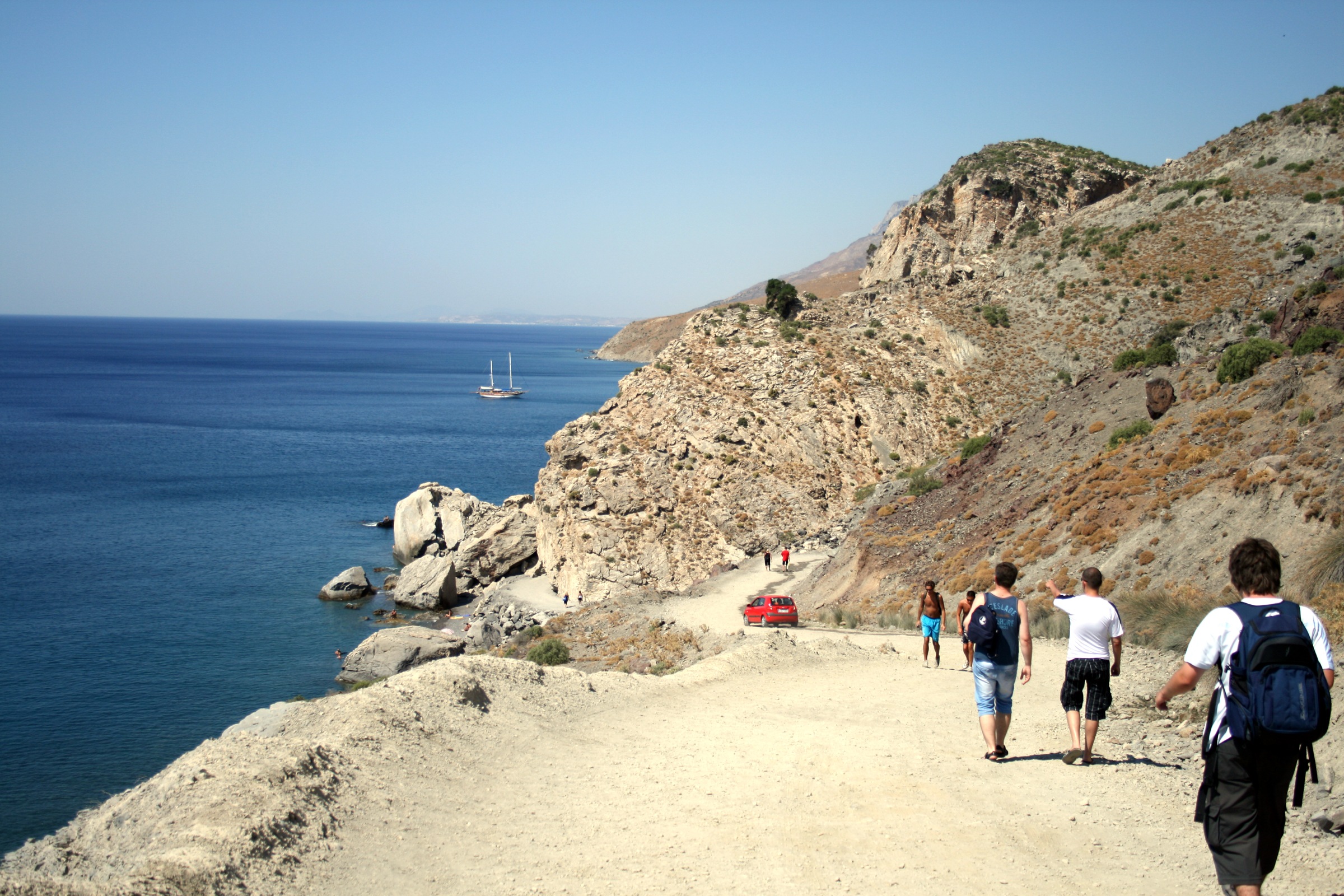
Toegangsweg
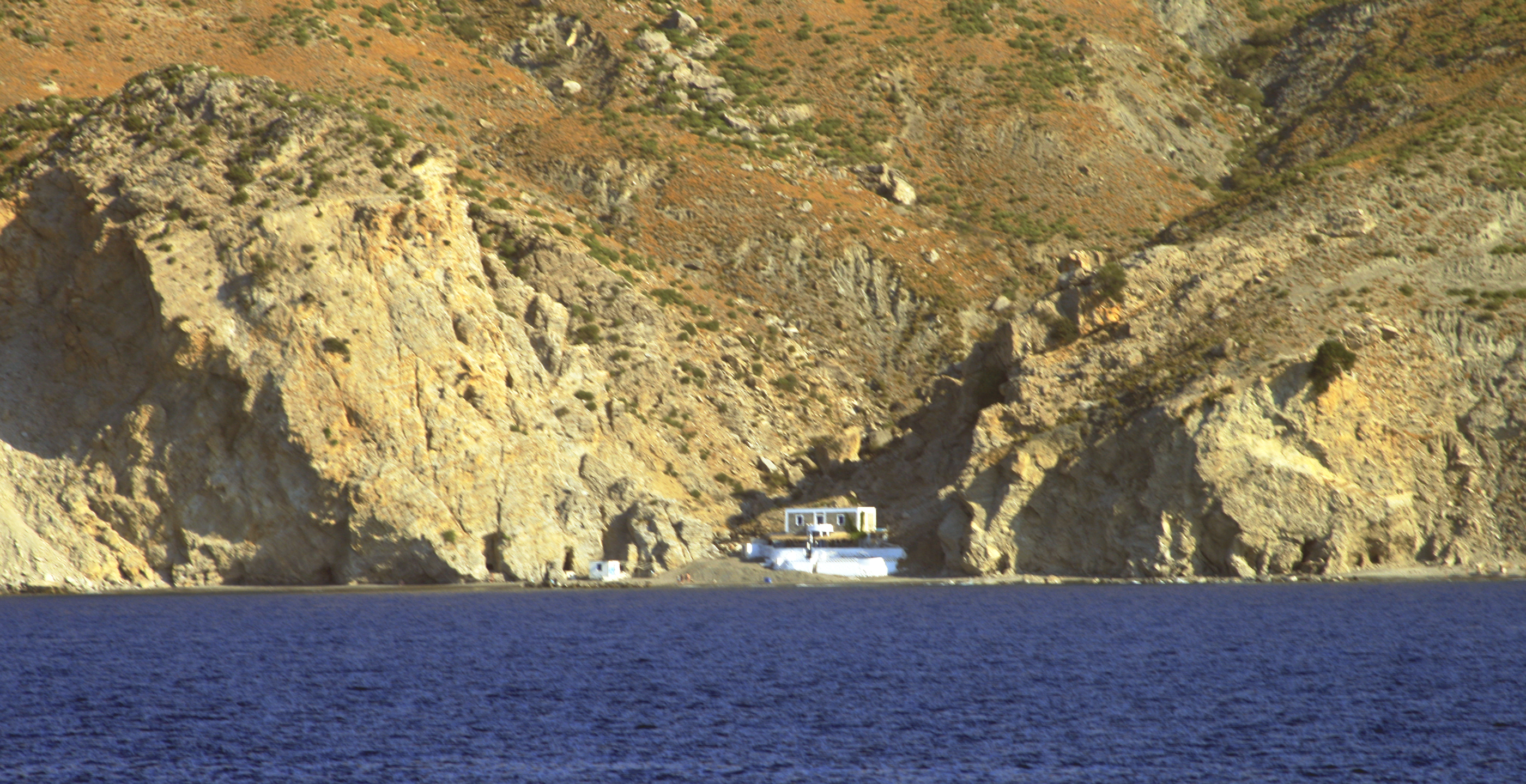
Zicht vanaf de zee
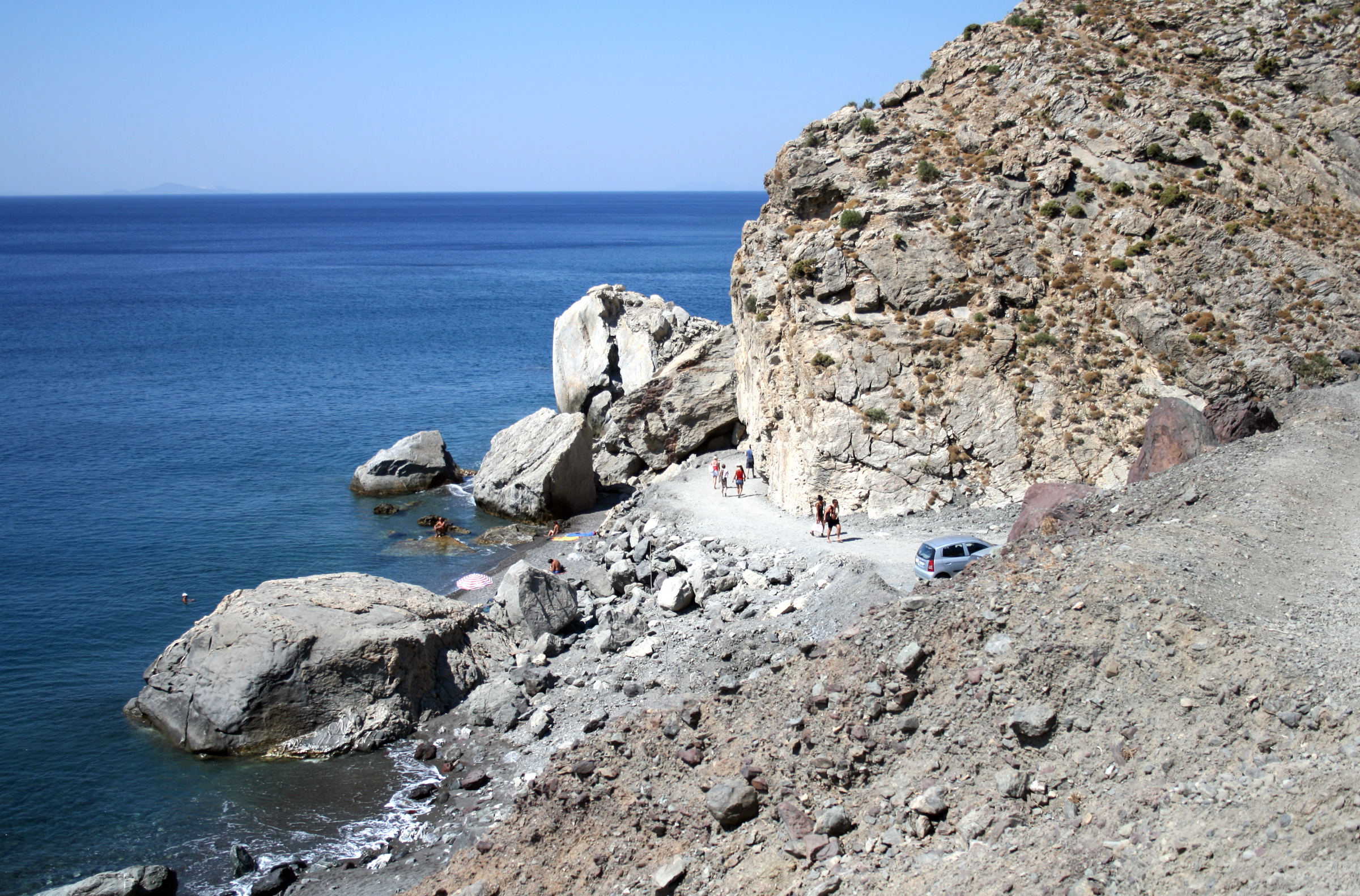
Toegangsweg
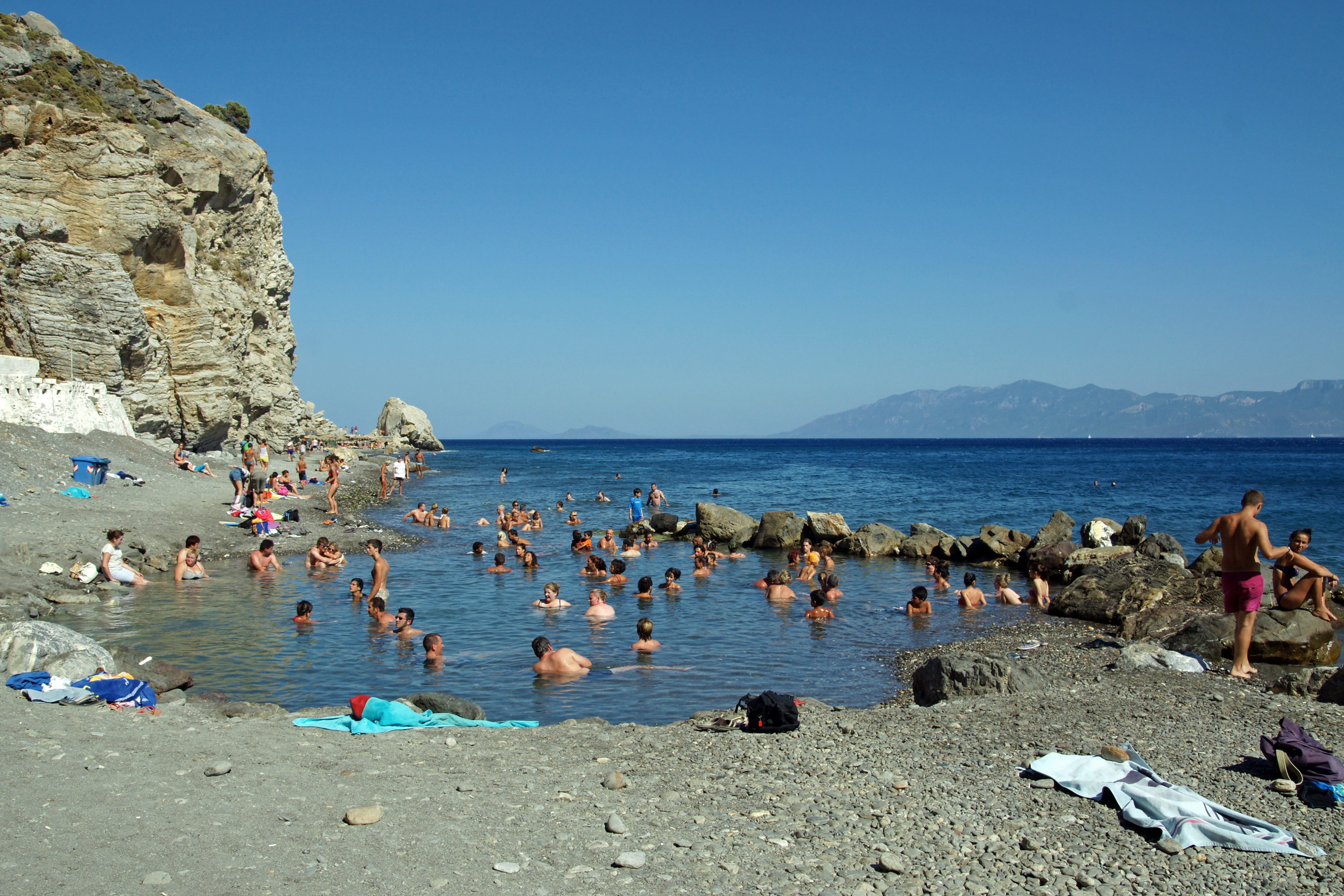
Thermen